# 巴尔杜斯
巴尔杜斯·德·乌巴尔迪斯（拉丁語：Baldus de Ubaldis；1327年—1400年4月28日），意大利语名巴尔多·德利乌巴尔迪（義大利語：Baldo degli Ubaldi），意大利法学家，生于佩鲁贾，属后注释法学派，中世纪罗马法的重要人物，在佩鲁贾大学师从巴托鲁斯，曾在博洛尼亚大学任教，教授法学。